# معامل درجة الحرارة
معامل درجة الحرارة (ملاحظة 1) هو معامل رياضي يصف التغير النسبي لخاصة فيزيائية مع تغيره بالنسبة لدرجة الحرارة. بالتالي فمن أجل خاصة فيزيائية R والتي تتغير مع تغير درجة الحرارة، تكون المعادلة التي تصف معامل درجة الحرارة:
{\displaystyle {\frac {dR}{R}}=\alpha \,dT}

## المعامل الحراري السالب
المعامل الحراري السالب هي مقاومة من نوع خاص تتأثر صفاتها الكهربائية (قيمة مقاومتها) سلباً بدرجة حرارتها.
فعندما تزيد درجة حرارتها تقل قيمة مقاومتها، فيزيد تدفق التيار الكهربائي فيها، ولذلك فهي تملك معامل حراري سالب القيمة.
تتراوح حساسيتها ما بين -80 إلى +250 درجة مئوية.

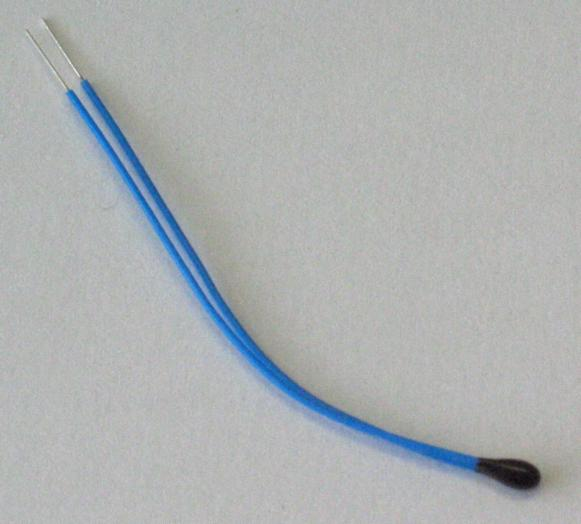
موصل حراري

## المعامل الحراري الموجب
المعامل الحراري الموجب هي مقاومة من نوع خاص تتأثر صفاتها الكهربائية (قيمة مقاومتها) إيجاباً بدرجة حرارتها.
فعندما تزيد درجة حرارتها تزيد قيمة مقاومتها، فيقل تدفق التيار الكهربائي فيها، ولذلك فهي تملك معامل حراري موجب القيمة.

## استخداماتها
- تستخدم كمقياس لدرجة الحرارة.
- تستخدم كمقياس لمقاومة التيار الكهربائي.
- تستخدم لتمرير تيار ذو قيمة ثابتة في الدوائر الكهربائية.

وعلى العكس من المقاومة ذات المعامل الحراري السالب، يوجد مقاومة ذات معامل حراري موجب، وفي هذا النوع من المقاومات يقل التوصيل للتيار الكهربائي عند ارتفاع درجة الحرارة وذلك لارتفاع قيمة المقاومة.

## هوامش
- ملاحظة 1 المرادفات: المعامل الحراري؛ معامل الحرارة؛ معامل السخونة.[4]